# Er-Rissani
Er-Rissani (en àrab الريصاني, ar-Rīṣānī; en amazic ⵔⵉⵙⵙⴰⵏⵉ) és una comuna rural de la província d'Errachidia de la regió de Drâa-Tafilalet, al Marroc. Segons el cens de 2014 tenia una població total de 5.010 persones.